# Fritz Jungmann
Fritz Jungmann (* 13. November 1894; † 1954) war ein deutscher Politiker (SPD/SED). Er war von 1946 bis 1950 Landtagsabgeordneter in Sachsen-Anhalt; außerdem war er Vorsitzender der Handwerkskammer Sachsen-Anhalt. Später floh er in die Bundesrepublik Deutschland.

## Leben
Fritz Jungmanns Vater, mit dem Jungmann nach dem frühen Tod seiner Mutter allein aufwuchs, war politisch für die SPD und auch gewerkschaftlich aktiv; er wurde daher häufig gemaßregelt und musste oft umziehen. Fritz Jungmann selber betätigte sich bereits mit sieben Jahren für die SPD, indem er das Volksblatt für Anhalt zustellte. Wie sein Vater wurde Jungmann Isolierer und Monteur und arbeitete mit ihm deutschlandweit auf vielen Baustellen. 1913 trat er der SPD bei. Von 1914 bis 1918 war er Soldat im Ersten Weltkrieg. Nach dem Krieg lebte er in Latdorf und später in Dessau, wo er politisch für die SPD aktiv war. Nach der Machtergreifung der Nationalsozialisten verlor er seine Stelle; 1940 gründete er einen eigenen Isolierbetrieb, den er bis zu seiner Flucht in die Bundesrepublik Deutschland leitete.
Nach Kriegsende wurde er zum Vorsitzenden der wiedergegründeten SPD Dessau und wurde mit der Zwangsvereinigung von SPD und KPD zur SED 1946 Mitglied der SED. Ab Juni 1946 war er auf Befehl der Sowjetischen Militäradministration Präsident der Handwerkskammer Sachsen-Anhalt. Außerdem wurde er im Oktober 1946 für die SED in den Landtag gewählt. Er war stellvertretender Vorsitzender der SED-Fraktion sowie Mitglied des Wirtschaftsausschusses und des Ältestenrates. Ferner gehörte er dem Landesvorstand und dem Parteivorstand der SED an. Sowohl als Abgeordneter als auch als Handwerkskammerpräsident setzte er sich gegen die zunehmende Stalinisierung der SED und die Verdrängung sozialdemokratischer Positionen ein und bemühte sich um eine unabhängige Amtsführung. Infolgedessen sollte er von der Landesparteikontrollkommission überprüft werden und ihm drohte die Verhaftung. In Reaktion darauf floh er im Sommer 1950 in den Westen.